# Mandi Dabwali
Mandi Dabwali é uma cidade  no distrito de Sirsa, no estado indiano de Haryana.

## Demografia
Segundo o censo de 2001, Mandi Dabwali tinha uma população de 53 812 habitantes. Os indivíduos do sexo masculino constituem 53% da população e os do sexo feminino 47%. Mandi Dabwali tem uma taxa de literacia de 65%, superior à média nacional de 59,5%: a literacia no sexo masculino é de 70% e no sexo feminino é de 59%. Em Mandi Dabwali, 13% da população está abaixo dos 6 anos de idade.